# Zećira Mušović
Zećira Mušović (Falun, 26 mei 1996) (Servisch: Зећира Мушовић) is een Zweeds-Bosnische voetbalspeelster die uitkomt voor Chelsea, waar ze nog tot 2025 onder contract staat en sinds 2018 voor het Zweeds vrouwenvoetbalelftal. Ze speelt als doelverdedigster. Ze werd geboren in het Zweedse Falun uit ouders van Bosnische oorsprong.